# Cophogryllus kuhlgatzi
Cophogryllus kuhlgatzi är en insektsart som beskrevs av Heinrich Hugo Karny 1908. Cophogryllus kuhlgatzi ingår i släktet Cophogryllus och familjen syrsor. Inga underarter finns listade i Catalogue of Life.